# Granica (gromada)
Granica – dawna gromada, czyli najmniejsza jednostka podziału terytorialnego Polskiej Rzeczypospolitej Ludowej w latach 1954–1972.
Gromady, z gromadzkimi radami narodowymi (GRN) jako organami władzy najniższego stopnia na wsi, funkcjonowały od reformy reorganizującej administrację wiejską przeprowadzonej jesienią 1954 do momentu ich zniesienia z dniem 1 stycznia 1973, tym samym wypierając organizację gminną w latach 1954–1972.
Gromadę Granica z siedzibą GRN w Granicy utworzono – jako jedną z 8759 gromad na obszarze Polski – w powiecie świdnickim w woj. wrocławskim, na mocy uchwały nr 28/54 WRN we Wrocławiu z dnia 2 października 1954. W skład jednostki weszły obszary dotychczasowych gromad: Granica, Modlęcin, Tomkowice i Stawiska ze zniesionej gminy Stanowice oraz Godzieszówek ze zniesionej gminy Goczałków w tymże powiecie. Dla gromady ustalono 11 członków gromadzkiej rady narodowej.
10 stycznia 1957 z gromady Granica wyłączono wieś Godzieszówek, włączając ją do gromady Żółkiewka w tymże powiecie.
1 stycznia 1960 gromadę zniesiono, a jej obszar włączono do gromady Stanowice (wieś Modlęcin) i do znoszonej gromady Żółkiewka (wsie Granica, Stawiska i Tomkowice) w tymże powiecie.